# Квекі
Квекі (пол. Kwieki, нім. Kiebitzbruch) — село в Польщі, у гміні Черськ Хойницького повіту Поморського воєводства.
Населення — 135 осіб (2011).
У 1975-1998 роках село належало до Бидгощського воєводства.

## Демографія
Демографічна структура станом на 31 березня 2011 року:
|          | Загалом | Допрацездатний вік | Працездатний вік | Постпрацездатний вік |
| -------- | ------- | ------------------ | ---------------- | -------------------- |
| Чоловіки | 69      | 23                 | 41               | 5                    |
| Жінки    | 66      | 13                 | 34               | 19                   |
| Разом    | 135     | 36                 | 75               | 24                   |